# Haraucourt, Meurthe-et-Moselle
Haraucourt är en kommun i departementet Meurthe-et-Moselle i regionen Grand Est (tidigare regionen Lorraine) i nordöstra Frankrike. Kommunen ligger i kantonen Tomblaine som tillhör arrondissementet Nancy. År 2022 hade Haraucourt 732 invånare.

## Befolkningsutveckling
Antalet invånare i kommunen Haraucourt
| Referens: INSEE |